# Décès en mars 2006
Décès
- 2002
- 2003
- 2004
- 2005
- 2006
- 2007
- 2008
- 2009
- 2010

Pour une information complémentaire, voir la page d'aide.

| Date     | Nom                        | Activités                                                                                      | Âge | Source |
| -------- | -------------------------- | ---------------------------------------------------------------------------------------------- | --- | ------ |
| 1er mars | Joëlle Aubron              | ex-membre d'Action directe                                                                     | 46  |        |
| 1er mars | Harry Browne               | homme politique américain. Candidat aux élections présidentielles de 1996 et 2000.             | 72  |        |
| 1er mars | Pierre Pasquini            | homme politique français                                                                       | 85  |        |
| 2 mars   | Leopold Gratz              | homme politique autrichien                                                                     | 75  |        |
| 2 mars   | Philippe Muray             | écrivain français                                                                              | 61  |        |
| 2 mars   | Jack Wild                  | acteur britannique                                                                             | 53  |        |
| 3 mars   | Françoise Bette            | actrice belge                                                                                  | 57  |        |
| 4 mars   | Pierre Huguenard           | médecin français                                                                               | 81  |        |
| 4 mars   | Georges Penchenier         | journaliste français                                                                           | 86  |        |
| 5 mars   | Janine Chasseguet-Smirguel | psychanalyste français                                                                         | 77  |        |
| 5 mars   | Simon Nora                 | haut fonctionnaire français                                                                    | 85  |        |
| 5 mars   | Denise Soriano-Boucherit   | violoniste française                                                                           | 90  |        |
| 6 mars   | Kirby Puckett              | joueur de baseball américain                                                                   | 45  |        |
| 6 mars   | Dana Reeve                 | actrice américaine                                                                             | 44  |        |
| 7 mars   | Aguil Aliyev               | scientifique et économiste soviétique et azerbaïdjanais                                        | 79  |        |
| 7 mars   | Gordon Parks               | photographe et cinéaste américain                                                              | 93  |        |
| 7 mars   | Ali Farka Touré            | musicien malien                                                                                | 67  |        |
| 8 mars   | Teresa Ciepły              | athlète polonaise                                                                              | 68  |        |
| 8 mars   | Giordano Cottur            | coureur cycliste italien                                                                       | 91  |        |
| 8 mars   | Christina Lochman-Balk     | géologue américaine                                                                            | 98  | (en)   |
| 9 mars   | Colin Ingleby-Mackenzie    | joueur anglais de cricket                                                                      | 72  |        |
| 9 mars   | Jean Leymarie              | historien français                                                                             | 86  |        |
| 10 mars  | Anna Moffo                 | soprano américaine                                                                             | 75  |        |
| 10 mars  | John Profumo               | homme politique britannique                                                                    | 91  |        |
| 11 mars  | Jean Cuq                   | général français. Ancien chef d'État-major de la Force intérimaire des Nations unies au Liban. | 78  |        |
| 11 mars  | Robert Feliciaggi          | homme d'affaires et politicien français                                                        | 64  |        |
| 11 mars  | Bernard Geoffrion          | joueur canadien de hockey sur glace                                                            | 75  |        |
| 11 mars  | Slobodan Milošević         | ancien président yougoslave                                                                    | 64  |        |
| 11 mars  | Jesús Miguel Rollán        | joueur espagnol de water-polo                                                                  | 37  |        |
| 12 mars  | Jonatan Johansson          | snowboardeur suédois                                                                           | 26  |        |
| 13 mars  | Roy Clarke (en)            | footballeur gallois                                                                            | 80  |        |
| 13 mars  | Jimmy Johnstone            | Footballeur international écossais.                                                            | 61  | (en)   |
| 13 mars  | Maureen Stapleton          | actrice américaine                                                                             | 80  |        |
| 14 mars  | Lennart Meri               | ancien président Estonien                                                                      | 76  |        |
| 14 mars  | Édouard Sablier            | journaliste français                                                                           | 86  |        |
| 15 mars  | René Lasserre              | chef cuisinier français                                                                        | 94  |        |
| 15 mars  | Jacques Legras             | comédien français                                                                              | 82  |        |
| 15 mars  | Geórgios Rállis            | premier ministre grec de 1980 à 1981                                                           | 87  |        |
| 15 mars  | Red Storey                 | footballeur canadien                                                                           | 88  |        |
| 15 mars  | Ali Tadjvidi               | violoniste, compositeur et musicien iranien                                                    | 86  | (en)   |
| 16 mars  | Patrick Knaff              | journaliste sportif français                                                                   | 47  |        |
| 17 mars  | Oleg Cassini               | styliste américain                                                                             | 92  |        |
| 17 mars  | G. William Miller          | homme politique américain. Secrétaire d'État au Trésor de 1979 à 1981.                         | 81  |        |
| 17 mars  | Professor X                | rappeur américain                                                                              | 49  |        |
| 18 mars  | Jean-Jacques Vanoost       | homme politique français. Maire de Pradelles depuis 2001.                                      | 66  |        |
| 19 mars  | Marcel Bruyère             | colonel administrateur militaire belge, résistant, officier de l'ordre de Léopold              | 92  |        |
| 19 mars  | Ernesto Duchini            | footballeur argentin                                                                           | 95  |        |
| 20 mars  | James Ongkili              | homme politique malaisien. Ancien ministre de la Justice.                                      | 67  |        |
| 20 mars  | Moira Redmond              | actrice américaine                                                                             | 77  |        |
| 22 mars  | Pierre Clostermann         | écrivain français                                                                              | 85  |        |
| 22 mars  | Pío Leiva                  | chanteur cubain                                                                                | 88  |        |
| 23 mars  | Satcam Boolell             | homme politique mauricien. Ministre des Affaires étrangères de 1986 à 1990.                    | 85  |        |
| 23 mars  | Pierre Fabre               | scénariste français                                                                            | 72  |        |
| 23 mars  | Claude Gozlan              | peintre et lithographe français                                                                | 75  |        |
| 24 mars  | John Glenn Beall           | homme politique américain. Sénateur du Maryland de 1971 à 1977.                                | 78  |        |
| 25 mars  | Rocío Dúrcal               | actrice et chanteuse espagnole                                                                 | 61  |        |
| 25 mars  | Richard Fleischer          | réalisateur américain                                                                          | 89  |        |
| 25 mars  | Buck Owens                 | chanteur américain                                                                             | 76  |        |
| 26 mars  | Anil Biswas (en)           | homme politique indien                                                                         | 61  |        |
| 26 mars  | Paul Dana                  | pilote automobile américain                                                                    | 30  |        |
| 26 mars  | Ariclê Perez               | actrice brésilienne                                                                            | 62  |        |
| 27 mars  | Stanislas Lem              | écrivain polonais                                                                              | 84  |        |
| 27 mars  | Edgard Naccache            | peintre tunisien                                                                               | 88  |        |
| 27 mars  | Lyn Nofziger               | homme politique américain                                                                      | 81  |        |
| 28 mars  | Caspar Weinberger          | homme politique américain                                                                      | 88  |        |
| 29 mars  | Don Alias                  | percussionniste américain                                                                      | 66  |        |
| 29 mars  | Gilles Martinet            | homme politique et journaliste français                                                        | 89  |        |
| 30 mars  | René Haquin                | journaliste belge                                                                              | 65  |        |
| 31 mars  | Jackie McLean              | saxophoniste de jazz américain                                                                 | 73  |        |